# Lesser Hampden
Das Lesser Hampden ist ein Fußballstadion in Mount Florida einem Stadtteil der schottischen Metropole Glasgow. Es wurde 1923 errichtet und befindet sich unmittelbar neben der Westtribüne des Hampden-Park-Stadions.

## Geschichte

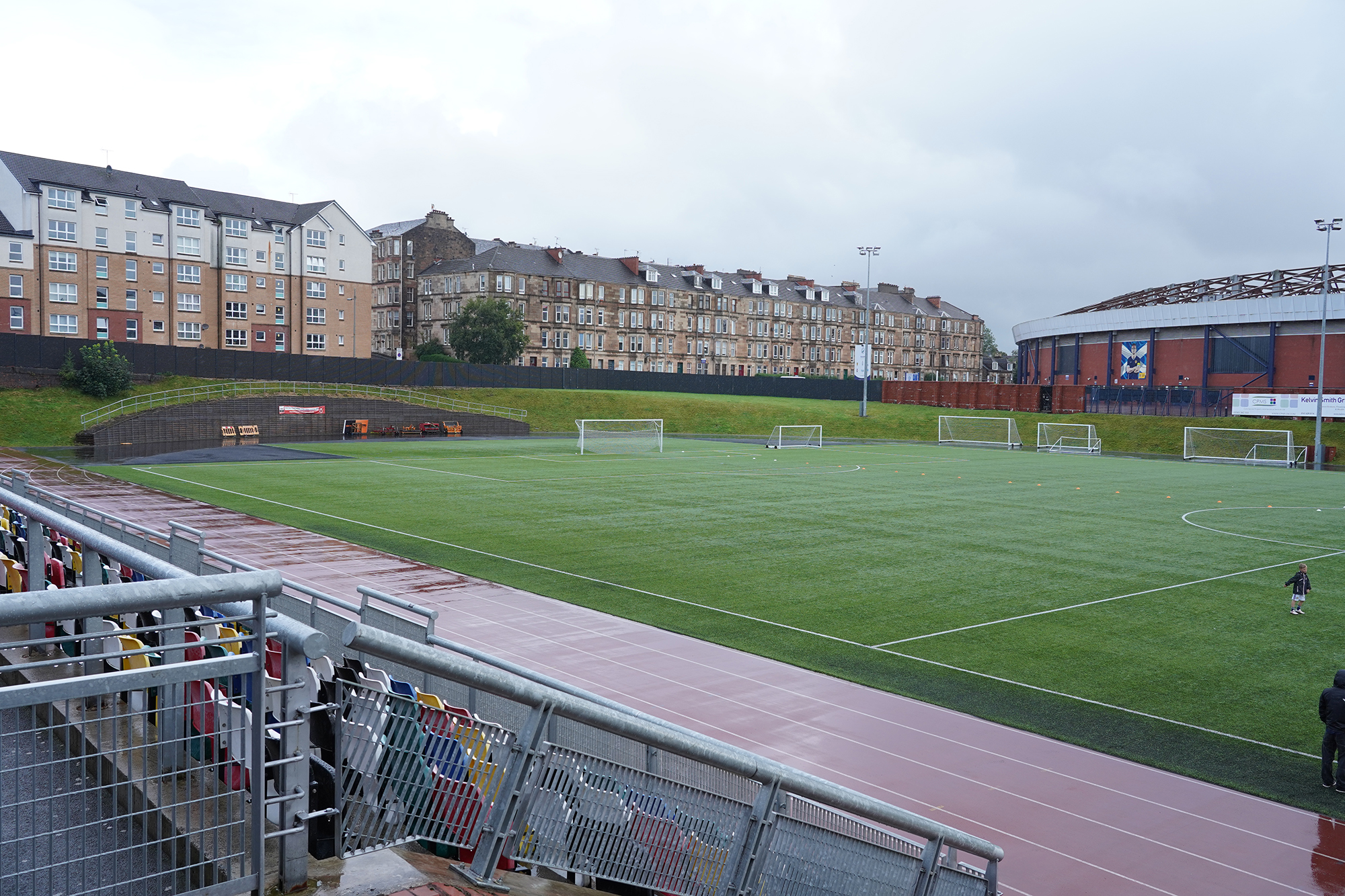
Lesser Hampden (2019)

Der FC Queen’s Park, der älteste Fußballverein Schottlands suchte in den 1920er Jahren nach einem alternativen Austragungsort für seine Reserve- und Jugendmannschaften. Der Verein kaufte den Clincart Bauernhof auf der Westseite des Hampden Park und baute ein Spielfeld und Tribünen. Bei seiner Eröffnung im Jahr 1924 hatte Lesser Hampden eine Kapazität für 12.000 Zuschauer. Um die Kosten zu senken, wurde das ursprüngliche Bauernhausgebäude beibehalten und in einen Pavillon und eine Umkleidekabine umgewandelt. Dieses inzwischen abgerissene Bauernhaus aus dem 19. Jahrhundert galt nach Ansicht von Fußballhistorikern als das älteste bestehende Fußballstadiongebäude der Welt. Die Umkleidekabinen wurden 2013 aus Sicherheitsgründen geschlossen.
Während des Zweiten Weltkriegs wurde Lesser Hampden von der britischen Regierung beschlagnahmt, um als Stützpunkt für die Heimwehr zu dienen. Es gab Vorschläge, das Gelände bei Nahrungsmittelknappheit wieder in die Landwirtschaft umzuwandeln, doch nach Kriegsende 1945 wurde das Gelände an den Fußballverein zurückgegeben.
In den 1970er Jahren wurden im Stadion mehrere Spiele der ersten Mannschaft von Queen’s Park ausgetragen. Während der Sanierung des Hauptstadions Hampden Park in den 1990er Jahren spielte der Verein auf diesem Gelände Spiele innerhalb der Scottish Football League. Das Gelände diente für Tailgate-Partys vor dem Spiel, die von der American-Football-Mannschaft Scottish Claymores veranstaltet wurden, als sie im Hampden Park spielten.
Während der Vorbereitungen zur Nutzung des Geländes für das UEFA-Champions-League-Finale 2002 wurde festgestellt, dass Lesser Hampden mit giftigem Chrom verunreinigt war, einem Nebenprodukt einer alten Chemiefabrik im nahegelegenen Rutherglen. Die Sanierung kostete etwa 40.000 Pfund.
Lesser Hampden ist heutzutage im Westen durch die umliegenden Wohn- und Gewerbegebiete eng begrenzt. 

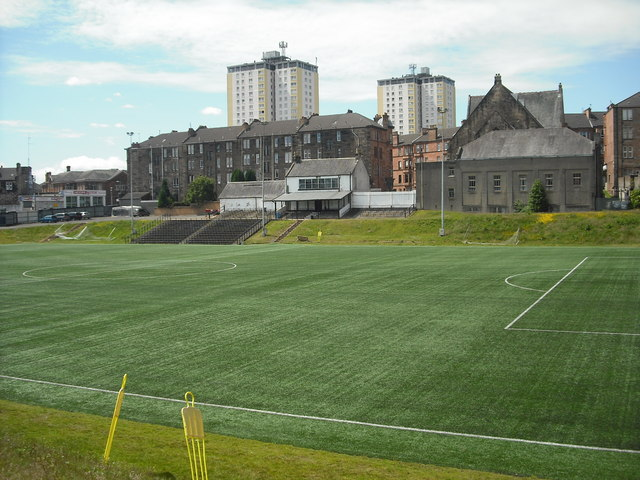
Lesser Hampden (2010)

Es gibt einige Bereiche mit ↔Terrassen, Flutlichtern und einer kleinen überdachten Tribüne neben dem ursprünglichen Bauernhausgebäude. Der Naturrasenplatz wurde durch einen Kunstrasenplatz der 3. Generation ersetzt (finanziert teilweise durch Spenden des örtlichen Geschäftsmanns Willie Haughey) und diente als Aufwärmfläche für Sportler bei den Commonwealth Games 2014, da die Leichtathletikveranstaltungen im Hampden Park stattfanden. Wie das Hauptstadion wurde es vorübergehend in eine Leichtathletikstätte umgewandelt und danach wieder für Fußballzwecke genutzt.
Seit der Sanierung des Hampden Park im Jahr 1999 befanden sich in einer Reihe von Portakabins auf der Nordseite des Spielfelds von Lesser Hampden die Büros des FC Queen’s Park, wobei ein geplanter Umbau des Geländes als Elite-Jugendendakademie nie zustande kam. Im Jahr 2013 wurde ein neues Vereinshaus an der südwestlichen Ecke fertiggestellt, das zu Ehren des Rekordtorschützen der „Spiders“ den Namen „J. B. McAlpine Pavilion“ trägt.

## Übernahme als Ligastadion

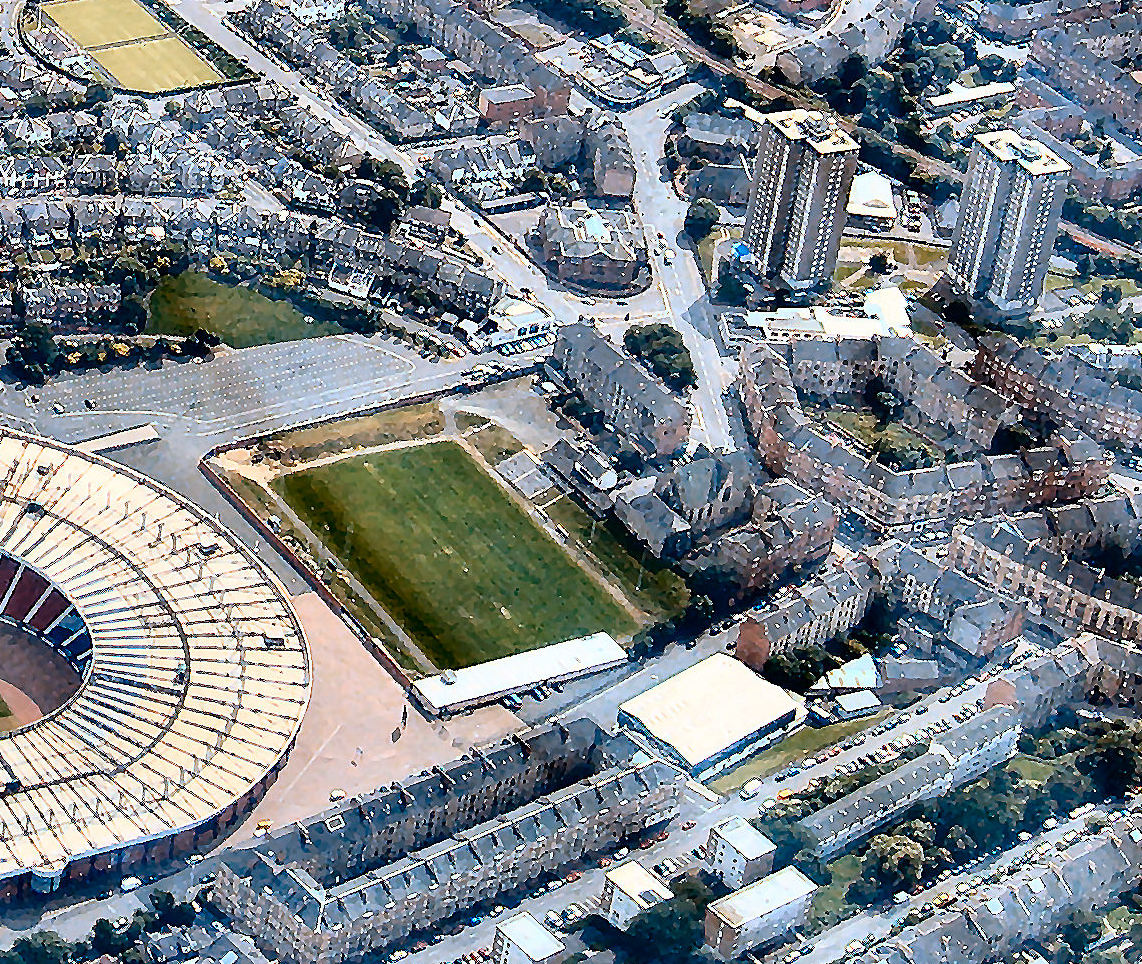
Lesser Hampden neben dem Hampden Park (2010)

Im September 2018 wurde bekannt gegeben, dass der FC Queen’s Park nach Lesser Hampden zurückkehren würde, um dort dauerhaft Spiele der ersten Mannschaft auszutragen, nachdem man sich bereit erklärt hatte, Hampden Park selbst an den schottischen Fußballverband zu verkaufen, der das größere Gelände als Basis für die Nationalmannschaft gepachtet hatte. Im November 2019 veröffentlichte der Verein Pläne zur Modernisierung von Lesser Hampden, der eine Erweiterung der bestehenden Westtribüne, eine neue Osttribüne und zugehörige Einrichtungen mit einer Sitzplatzkapazität von 1.774 beinhaltete. Die Arbeiten an Lesser Hampden verzögerten sich, was bedeutete, dass der FC Queen’s Park in der folge das Falkirk Stadium, Firhill und dann den Ochilview Park als Heimspielstätte nutzen musste, nachdem der Mietvertrag für den Hampden Park abgelaufen war. Für die Saison 2023/24 kehrt der Verein zurück in den Hampden Park, nachdem er 2018 diesen für fünf Millionen Pfund an den Verband verkauft hatte.